# Max Payne (seria)
Max Payne este o serie de jocuri video tip third person shooter dezvoltată de Remedy Entertainment (Max Payne și Max Payne 2) și Rockstar Vancouver (Max Payne 3) și publicată de Rockstar Games.

## Max Payne
- Data lansării: 23 iulie 2001
- Dezvoltator: Remedy Entertainment
- Distribuitor: Gathering
- Rating: M (Mature) de la ESRB
- Platforme: PC, PS2, MAC, Xbox, GBA
- Poveste: Totul începe când Max Payne, un polițist sub acoperire din NYPD (Departamentul de Poliție New York), își găsește soția și fiica omorâte brutal când se întoarce acasă.

## Max Payne 2: The Fall of Max Payne
- Data lansării: 14 octombrie 2003
- Dezvoltator: Remedy Entertainment
- Distribuitor: Rockstar Games
- Rating: M (Mature) de la ESRB
- Platforme: PC, PS2, Xbox

Coperta jocului Max Payne 2

- Poveste: Povestea continuă de unde Max Payne 1 a lăsat-o. Max, acum un detectiv conștient de pericole, se găsește într-o postură incomodă, fiind îndrăgostit de Mona Sax, suspecta unei crime care îl leagă de trecutul lui sumbru.

## Max Payne 3
- Data lansării: Mai 2012
- Dezvoltator: Rockstar Vancouver
- Distribuitor: Rockstar Games
- Rating: RP (Rating Pending) de la ESRB
- Platforme: PC, PS3, X360
- Poveste: După evenimentele din Max Payne 2, Max își pierde slujba de la NYPD. Acesta este nevoit să părăsească New York-ul pentru a scăpa de trecut. El se angajează ca agent de securitate în Sao Paolo, Brazilia.